# Ольгерд (имя)
Ольгерд (лит. Algirdas) — русская форма традиционного литовского мужского имени Algirdas (А́льгирдас).
Советский и российский лингвист А. В. Суперанская трактует это имя как имеющее германское происхождение: от Adalger, где adal — «благородный» и gar — «копьё».
По другой версии, происхождение первой части имени (Al-) до конца неясно, однако его связывают с литовским словом aliai — «каждый». Вторая часть имени связана с литовским глаголом girti — «хвалить», «славить». Таким образом, Ольгерд (Algirdas) означает «знаменитый».
Именины: 11 февраля, 4 ноября.

## Известные носители
- Ольгерд — князь Великого княжества Литовского.
- Ольгерд (Adalger) — святой, архиепископ Бремена с 888 по 909 годы.